# Celsitani
I Celsitani furono un'antica tribù della Sardegna descritta da Tolomeo. (III, 3) Abitarono a sud dei Rucensi e a nord degli Scapitani e dei Siculensi.